# Jayena
Jayena è un comune spagnolo di 1 405 abitanti situato nella comunità autonoma dell'Andalusia.